# びえい新聞
びえい新聞（びえいしんぶん）は、北海道上川郡美瑛町で発行する地方新聞。週1回（土曜日）発刊、月額1,000円。

## 本社・支社
- 本社
  - 北海道上川郡美瑛町西町1丁目13-7